# 加護病房症候群
加護病房症候群（ICU Syndrome，亦譯「ICU症候群」）是指由於加護病房的封閉式環境及其間進行的醫療行為而對患者身心所產生的影響，進而引致譫妄、精神病、精神官能症等心理方面的疾病。
由於ICU症候群是因為心理壓力所導致的疾病，所以常常只是暫時現象，很多患者在轉往普通病房或出院後便能因精神紓解而痊癒。不過有時ICU症候群並不隨著環境變化而消失，這屬於一種精神創傷，需要求助於專業的心理治療。

## 症狀
常見的症狀有：
- 因與外界隔離而喪失時間感覺。
- 對死亡的不安、恐懼與焦躁，甚而一轉為具有攻擊性。
- 對醫療器材的噪音或保護性的醫療束縛等感到壓力或躁鬱。
- 因麻醉及手術後的精神壓力所產生意識不清、幻覺或錯亂。

## 對策
要避免ICU症候群的發生可從改善加護病房的環境著手：
- 依晝夜調整室內燈光。
- 適當地安排訪客與探病時間。
- 探病時應制悲悽、不安等負面情緒。
- 保持安靜，避免製造噪音。
- 設置屏風或布簾，讓患者保有隱私的安全感。
- 儘量固定醫護人員，減少患者的適應問題。
- 在病況允許下儘量讓患者自由活動。